# Volksallianz für Demokratie

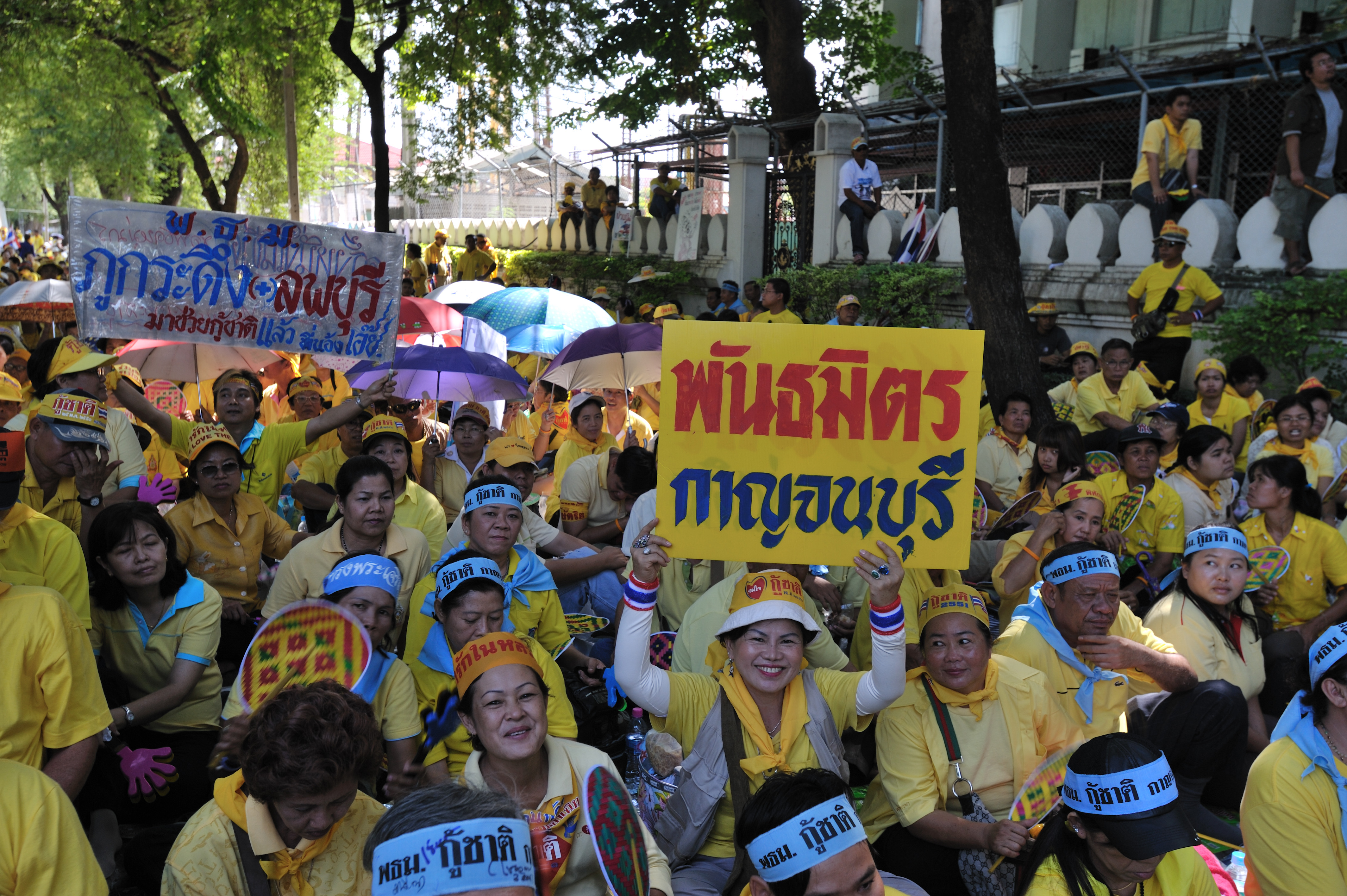
„Gelbe“ Protestbewegung 2008

Die Volksallianz für Demokratie (Thai: พันธมิตรประชาชนเพื่อประชาธิปไตย, RTGS: Phanthamit Prachachon phuea Prachathippatai; englisch People’s Alliance for Democracy, kurz PAD, oder einfach „Gelbhemden“, เสื้อเหลือง, Suea lueang) war eine thailändische politische Bewegung, die 2005/2006 aus Protest gegen den damaligen Ministerpräsidenten Thaksin Shinawatra mit dem Ziel gegründet wurde, diesen abzusetzen und unter anderem wegen Korruption anzuklagen. An ihren Massenprotesten im Frühjahr 2006 nahmen bis zu 200.000 Menschen teil. Nach dem Sturz Thaksins durch einen Militärputsch im September 2006 löste sie sich auf.
2008 wurde die PAD wiederbelebt und protestierte gegen die Regierung der Partei der Volksmacht (PPP), die Thaksin nahestand. Dabei belagerten ihre Aktivisten das Regierungsgebäude und besetzten den Flughafen der Hauptstadt Bangkok. Einige ihrer Mitglieder gingen dabei gewaltsam vor. Es kam zu blutigen Zusammenstößen mit Sicherheitskräften und gegnerischen politischen Gruppen.
Die PAD rekrutierte vor allem Menschen aus der Mittel- und Oberschicht. Viele ursprüngliche Anhänger der PAD waren überzeugte Liberale. Unter ihrem Führungspersonal waren progressive Bürgerrechtler, die Thaksins Regierung Korruption, Machtmissbrauch und Menschenrechtsverletzungen vorwarfen. Sie wurden von der Idee eines „royalen Liberalismus“ überzeugt, also der Vorstellung, dass ein starker Monarch den Bestrebungen von Eigeninteressen getriebener Politiker entgegenwirken kann. Treibende Kraft hinter der Bewegung wurden jedoch traditionelle konservative Eliten, die ihren Machtverlust an Thaksins Netzwerk umkehren wollten. Aus den Reihen der „Gelbhemden“ wurde zunehmend extrem nationalistische und monarchistische Rhetorik verbreitet.
Nachdem sie massiv an Popularität verloren hatte, löste sich die PAD im August 2013 wieder auf. Viele ihrer Anhänger schlossen sich den Massenprotesten von 2013/14 an.

## Farbgebung

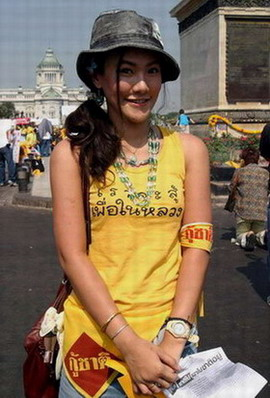
Anti-Thaksin-Demonstrantin 2006. Aufschrift des T-Shirts: „Für den König.“ Armbinde und Tuch um die Hüfte: „Rettet die Nation.“

In der thailändischen Tradition ist jeder Wochentag mit einer bestimmten Farbe verbunden. Gelb steht für den Montag. Der thailändische König Bhumibol Adulyadej wurde an einem Montag geboren, daher ist die Farbe ein Symbol für den Monarchen.

## Ausrichtung
Weder die soziale Herkunft noch die politische Ausrichtung der „Gelbhemden“ lässt sich klar abgrenzen. Die PAD war eine Koalition sehr heterogener, teilweise sogar gegensätzlicher Gruppen, die nur durch ihre Gegnerschaft zu Thaksin zusammengehalten wurde. Grob können zwei Hauptströmungen unterschieden werden.
Auf der einen Seite standen Graswurzelbewegungen und zivilgesellschaftliche Nichtregierungsorganisationen (NGOs) wie Gewerkschaften, Kleinbauern-, Fischer- und Verbraucherschutzverbände. Sie richteten sich gegen Thaksins Privatisierungspolitik, Menschenrechtsverstöße, das Freihandelsabkommen (FTA) mit den USA, traten für Umweltschutz, soziale Entwicklung und demokratische Rechte ein. Einige Vertreter dieser Gruppen waren zunächst Unterstützer der Thai-Rak-Thai-Partei (TRT) und Thaksins Regierung gewesen, hatten deren Programm mitentwickelt und zum Erfolg der TRT bei der Bevölkerung besonders im Norden und Nordosten beigetragen. Sie hatten sich von Thaksin eine Abkehr von der neoliberalen Politik der IWF-Hilfsprogramme zur Überwindung der Asienkrise 1997 und eine Hinwendung zu einer armenfreundlichen Politik erhofft. Daher kritisierten sie die Privatisierung von Staatsbetrieben und den Abschluss von Freihandelsabkommen, wovon ihrer Ansicht nach nur Thaksin und seine Klienten in Wirtschaftskreisen profitieren würden. So kam es zum Bruch, Thaksin stempelte die Aktivisten, deren Unterstützung er nach seinem Wahlerfolg nicht mehr für nötig hielt, als Nörgler und Störenfriede ab. Außerdem prangerten Menschenrechtsgruppen die massive Gewalt im sogenannten „Krieg gegen Drogen“ und dem Konflikt in den Südprovinzen an. Es waren aber vor allem Intellektuelle und Anführer von NGOs, die sich von Thaksin abwandten, während ihn die Masse der Landbevölkerung weiter unterstützte.
Die zweite Richtung war stark royalistisch, konservativ und nationalistisch geprägt. Sie vertrat vor allem die städtische Elite, königstreue Staatsbedienstete und Unternehmer, die nicht zu Thaksins Günstlingen gehörten und daher unter seiner Regierung von lukrativen Geschäftsgelegenheiten ausgeschlossen waren. Zu dieser Richtung kann auch die „Dharma-Armee“ der radikal-buddhistischen Santi-Asoke-Sekte gerechnet werden. Vor allem die zweitgenannte Richtung nahm die gelbe Farbsymbolik an und uniformierte sich mit gelben Hemden. Da die Mehrheit der PAD-Anhänger aus der städtischen Mittelschicht kam und mit Sondhi Limthongkul und Chamlong Srimuang die beiden bekanntesten Vertreter dieser Strömung zuzurechnen sind, dominierte dieser Flügel zunehmend die Bewegung.
Trotz dieser Assoziierung mit der konservativen Elite und städtischen Mittelschicht nahmen an den Anti-Regierungs-Protesten in Bangkok 2008 auch viele Arbeiter teil. Einige „Gelbhemden“-Aktivisten kamen aus der Tradition der linken Studentenproteste der 1970er-Jahre, der Kommunistischen Partei Thailands (KPT) und/oder der Oppositionsbewegung gegen die Militärregierung 1992. Während der Demonstrationen der PAD wurden an Ständen Symbole der politischen Linken, wie T-Shirts mit dem Porträt von Che Guevara, Videos der Zapatistas, sowie Pro-Palästina-Anstecker verkauft.
Der auf Thailand spezialisierte Politikwissenschaftler Michael K. Connors unterschied zwischen der Massenbewegung gegen den Ministerpräsidenten Thaksin Shinawatra von 2005 bis Frühjahr 2006, die er in einer liberalen Tradition sah, und den autoritären royalistischen und militärischen Netzwerken, die für den Militärputsch gegen Thaksin im September 2006 verantwortlich waren. Er beschrieb die Grundausrichtung der frühen PAD (bis April 2006) als „royalen Liberalismus“. Nach seiner Darstellung griffen vormals progressive Liberale auf royalistische Ideen zurück, da sie die liberale Verfassung von 1997 durch Thaksins autoritär geprägten Regierungsstil ausgehöhlt sahen. Dieser Ausrichtung legte Connors das thailändische Konzept der Rachaprachasamasai („Wechselbeziehung“ oder „Gegenseitigkeit von König und Volk“) zugrunde. Die Fürsprecher dieser Ideen glaubten, dass eine Intervention des Königs mit „thailändischer Demokratie“ vereinbar sei, wenn es dem Interesse der Nation diene. Eine Regierung war für sie nicht schon dann legitim, wenn sie durch Wahlen ein Mandat erlangt hat, sondern sie muss auch dem „öffentlichen Wohl“ dienen. Wenn der Regierung diese Legitimität fehlte, müsse die Macht zum König, im Zusammenwirken mit dem Volk, zurückkehren.
2008 forderten die „Gelbhemden“ eine Änderung des Wahlsystems: 70 % der Abgeordneten sollten ernannt werden. Wie ihr Anführer Sondhi Limthongkul in einem Interview bemerkte, sei Demokratie nämlich „ein westlicher Exportartikel“ und „für Thailand nicht die richtige Antwort“. Dieser Forderung lag die auch unter thailändischen Liberalen verbreitete Furcht vor einem ungebildeten Volk zugrunde, das keine Erfahrung mit einer maßvollen demokratischen Praxis habe und für demagogische Manipulationen anfällig sei. Dieses Schreckensbild der „Tyrannei der Mehrheit“ nahm für die Unterstützer der PAD in der Regierung von Thaksin Shinawatra Gestalt an. Diese war zwar demokratisch gewählt und ließ die Verfassungsinstitutionen formell unangetastet, trug aber deutlich autoritäre Charakterzüge und unterminierte die demokratische Praxis des Landes.

## Gründung und Personal

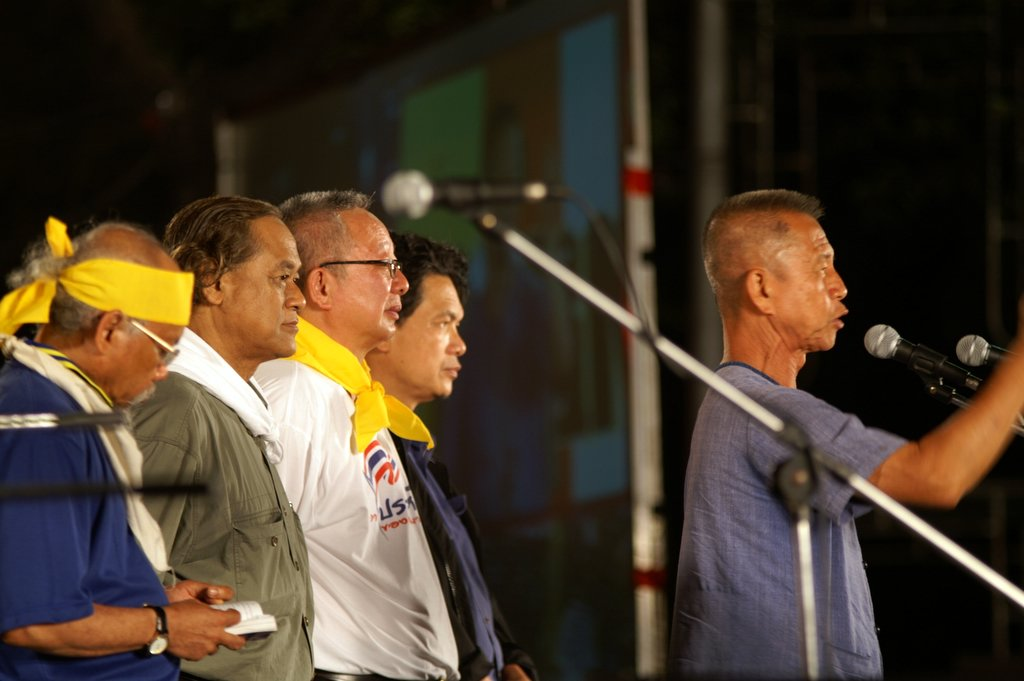
Die fünf Anführer der PAD auf einer Kundgebung am 17. März 2006 (v. l. n. r. Somsak, Pipob, Sondhi, Somkiat, Chamlong)

Bereits 2004 gab es eine Bewegung von Arbeitern in Staatsunternehmen gegen Thaksins Privatisierungspolitik unter dem Namen Volksallianz für Demokratie. Aufgrund Thaksins Versprechen von Mitarbeiterbeteiligungen und Versorgungsansprüchen verlor sie jedoch schnell an Antrieb und verschwand von der Bildfläche.
Treibende Kraft bei der Wiederbelebung der PAD 2006 war Sondhi Limthongkul, ein Medienunternehmer und Verleger des thailändischen Manager-Magazins. Sondhi war ursprünglich ein Geschäftsfreund und Unterstützer von Thaksin, brach jedoch mit diesem und wurde einer seiner schärfsten Kritiker. Weiterhin zählten zur PAD bekannte Wissenschaftler und auch Royalisten. Letztere gaben an, Thaksin habe mehrfach den König beleidigt. Außerdem schlossen sich Bürgerrechtsgruppen der Bewegung an, die Thaksin vorwarfen, er habe für den Verkauf seiner Shin Corporation an Temasek Holdings keine Steuern bezahlt und die außergerichtlichen Tötungen während seines „Kriegs gegen Drogen“ und der gewaltsamen Niederschlagung des Aufstands in den muslimischen Südprovinzen anprangerten. Insgesamt war die PAD sehr heterogen.
Neben Sondhi gehörte zu den fünf Führungspersönlichkeiten Chamlong Srimuang, ein ehemaliger Generalmajor, Gouverneur von Bangkok und Spitzenfigur der Demokratiebewegung von 1992. Somsak Kosaisuuk war der Generalsekretär der Gewerkschaft der Beschäftigten in Staatsunternehmen (SELRC) und 1992 ebenfalls ein Sprecher des Bündnisses gegen die pro-militärische Regierung. Pipob Thongchai ist ein politischer Aktivist und Vorsitzender der Nichtregierungs-Organisation (NGO) „Kampagne für Volksdemokratie“. Somkiat Pongpaiboon ist ein ehemaliger Hochschullehrer der Rajabhat-Universität Nakhon Ratchasima, Politiker der Demokratischen Partei und Unterstützer der sozialen Bewegung Versammlung der Armen.
Auch prominente Künstler schlossen sich der PAD an. Die Band Caravan, die seit den 1970ern für Protestsongs des Genres Phleng phuea chiwit (eine Art thailändischer Folk-Rock) bekannt ist, spielte regelmäßig auf ihren Kundgebungen. Der sich als Anarchist bezeichnende Performance-Künstler Vasan Sitthiket gestaltete T-Shirts, Flyer und Bühnendekorationen für die PAD und erschien auf ihren Versammlungen, um Gedichte zu rezitieren und Musik zu spielen. Ein weiterer prominenter Unterstützer war der Schriftsteller Angkarn Kalayanapong.

## Proteste 2006

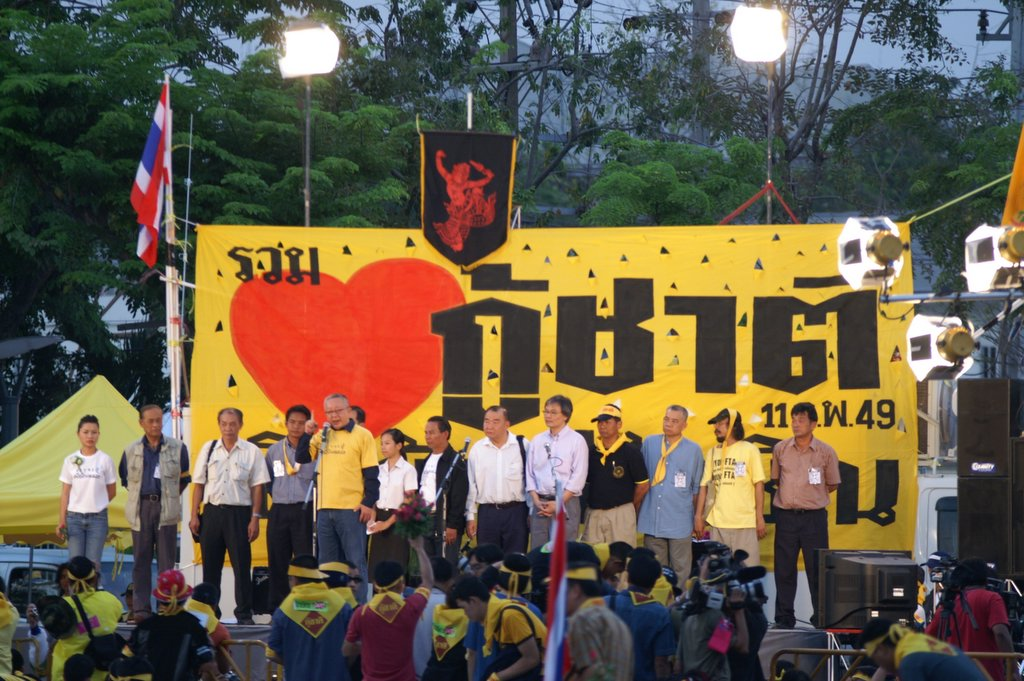
Erste Kundgebung der PAD am 11. Februar 2006. Am Mikrophon Sondhi, Aufschrift des Banners: „Rettet die Nation.“

Am 4. Februar 2006 veranstaltete Sondhi Limthongkul die erste Massendemonstration gegen Thaksin unter dem Titel „Rettet die Nation“ (Ku Chat), bei dem er eine Petition an den Kronrats-Vorsitzenden Prem Tinsulanonda verlas. Bei Sondhis Protestveranstaltungen fehlten zunächst andere Demokratiegruppen und NGOs, die schon viel länger in der Opposition gegen die Thaksin-Regierung aktiv waren. Einige Tage später schlossen sich aber Sondhis Initiative „Rettet die Nation“ und mehr als zwanzig gegen Thaksin gerichtete pro-demokratische Netzwerke, NGOs und Gewerkschaftsorganisationen unter Beteiligung von Chamlong Srimuang zur Volksallianz für Demokratie zusammen.
Die PAD war zunächst in der Frage gespalten, ob Thaksin durch eine Intervention des Königs entmachtet werden sollte. Die Befürworter beriefen sich auf Artikel 7 der geltenden Verfassung von 1997, der eine Art Reserveregelung für von der Verfassung unvorhergesehene Situationen beinhaltet. In Fällen, für die der Verfassungstext keine bestimmte Regelung vorsah, sollten die Grundprinzipien „demokratischer Regierungsführung mit dem König als Staatsoberhaupt“ gelten. Dies interpretierten sie als Interventionsrecht des Königs. Sondhi und Chamlong sprachen sich für dieses Vorgehen aus. Dabei wurden sie von einer Petition von 99 Wissenschaftlern, Senatoren und Staatsbeamten vom 6. März 2006 bestärkt. Der NGO- und Gewerkschafts-Flügel der PAD unter Führung von Pipob Thongchai und Somsak Kosaisuuk lehnte eine königliche Intervention dagegen ab. Die Bewegung drohte anhand dieser Frage zu zerbrechen.
Nach einer Krisensitzung und einem Aufruf des namhaften Dissidenten Sulak Sivaraksa zu Einheit, gaben die Gegner des Einsatzes von Artikel 7 nach. Am 23. März 2006 veröffentlichte die PAD eine Erklärung, in der sie die Ernennung eines neuen Ministerpräsidenten durch den König forderte. Eine Übergangsregierung sollte zügig politische Reformen durchführen und dann Neuwahlen vorbereiten. Sie sollte aber auch die von Thaksins Regierung beschlossenen Freihandelsabkommen überprüfen, die Privatisierung von Staatsbetrieben stoppen und die staatlichen Lizenzen, die durch den Verkauf von Shin Corp. an die singapurische Temasek Holdings gefallen waren, zurückzuziehen. An den „Gelbhemden“-Protesten Ende März nahmen jeweils mehr als 100.000 Menschen teil.
Ende April erklärte König Bhumibol in zwei Reden gegenüber Richtern des Obersten Verwaltungsgerichts und des Obersten Gerichtshofs jedoch, Artikel 7 nicht für die Ernennung eines ungewählten Ministerpräsidenten zu nutzen: „Ich werde nie etwas tun, was gegen die Verfassung und die Gesetze verstößt. Artikel 7 ermächtigt den König nicht, einen Premierminister zu ernennen. Die Rufe, dass ich einen Premierminister ernennen soll, sind nicht demokratisch.“ Ihrer wichtigsten Forderung und Hoffnung beraubt, verlor die PAD anschließend schnell an Bedeutung. Der politische Konflikt wurde zunehmend zu einem zwischen Thaksins Befürwortern und den elitären Netzwerken, die dem Palast nahestehen und denen Staatsbedienstete, Juristen, Militärs und Wirtschaftsverbände angehören. Letztlich wurde Thaksin durch den Militärputsch im September 2006 gestürzt. Nach dem Putsch löste sich die PAD freiwillig auf.

## Proteste 2008

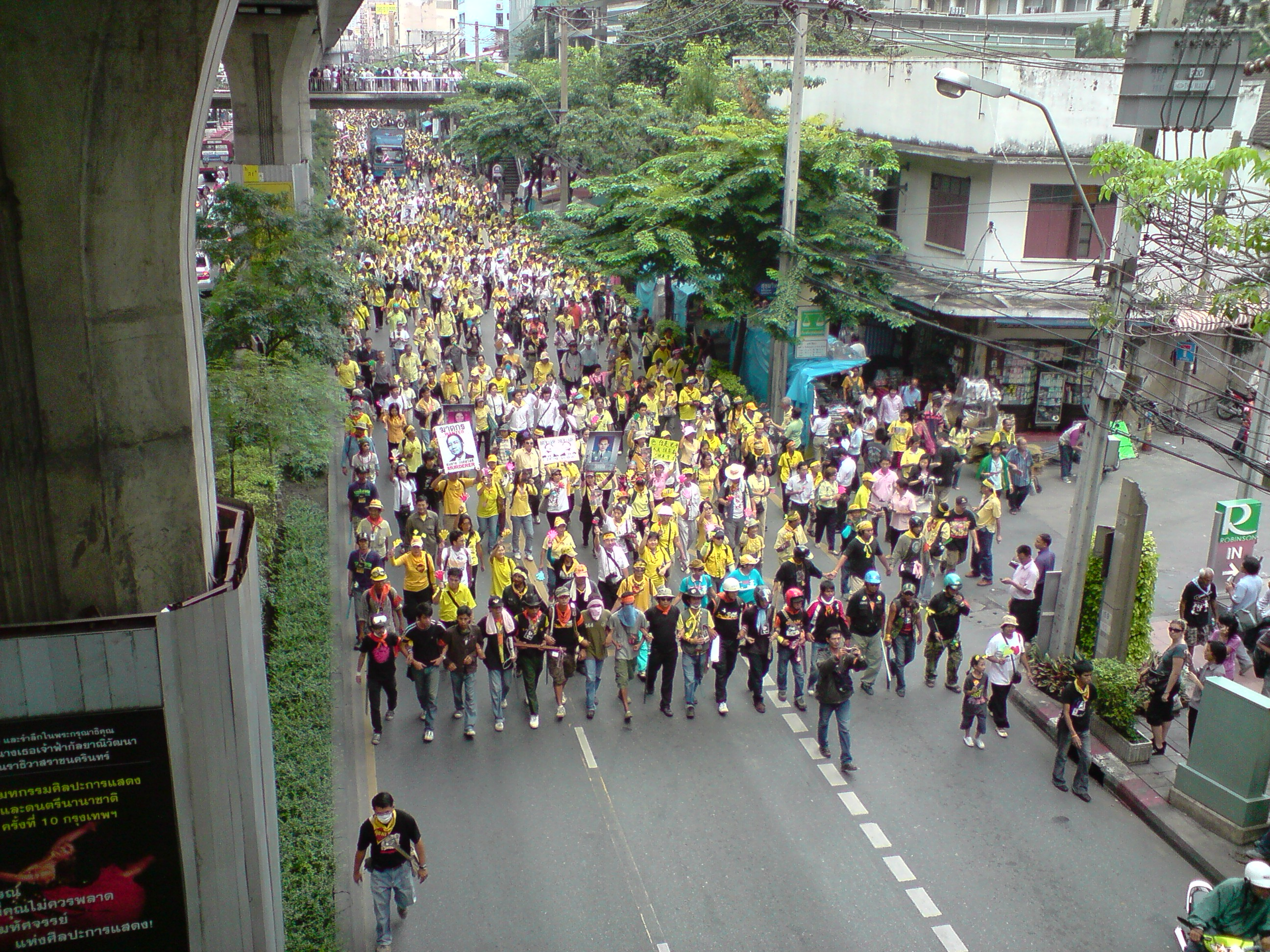
PAD-Demonstration am 30. Oktober 2008

Im Dezember 2007 gewann die Partei der Volksmacht (PPP), eine Ersatzorganisation für die zwischenzeitlich verbotene Thai-Rak-Thai-Partei von Thaksin Shinawatra, die Parlamentswahl. Ihr Anführer, der rechtsgerichtete Royalist Samak Sundaravej, wurde Ministerpräsident. Daraufhin formierte sich die PAD erneut, da sie Samak als bloßen Strohmann für Thaksin ansahen. Befeuert wurden die Proteste durch die Unzufriedenheit mit den gestiegenen Verbraucherpreisen, für die die Demonstranten Samaks Regierung verantwortlich machten. Als weiteren wichtigen Angriffspunkt gegen die PPP-Regierung nahm die Volksallianz deren versöhnliche Haltung gegenüber Kambodscha im Streit um den Tempel Preah Vihear, der zwischen den beiden Ländern liegt. Nachdem die UNESCO im Juli 2008 die Anlage auf kambodschanischen Antrag in ihre Welterbe-Liste aufnahm, drangen PAD-Aktivisten in das umstrittene Grenzgebiet ein. So lösten sie ein Wiederaufflammen des zuvor jahrzehntelang ruhenden Grenzkonflikts aus.
Auch nach Samaks Amtsenthebung durch das Verfassungsgericht, weil er entgegen der Verfassung neben seinem Ministerpräsidenten-Amt noch eine Kochshow im Privatfernsehen hatte, gingen die „Gelbhemden“-Proteste weiter. Neuer Regierungschef war nämlich Somchai Wongsawat, der Schwager Thasksins. Am 7. Oktober kam es zu blutigen Zusammenstößen vor dem Parlamentsgebäude. Dabei starben zwei PAD-Protestler, 400 weitere Menschen wurden verletzt. Einer der beiden Toten war beim Umgang mit Sprengstoff verunglückt. Einzelne Demonstranten verwendeten Schusswaffen und griffen Polizisten brutal an. Die Sicherheitskräfte gingen ihrerseits hart gegen die Protestierenden vor. Königin Sirikit ließ den verletzten „Gelbhemden“ Zuwendungen zukommen und wohnte dem Begräbnis einer jungen Aktivistin bei. Am 20. November verübten Unbekannte einen Granatenanschlag auf die Demonstranten vor dem Regierungsgebäude, bei dem ein „Gelbhemd“ starb.
Die Proteste gipfelten am Abend des 25. November 2008 mit der Besetzung des Flughafens Bangkok-Suvarnabhumi. Einen Tag später wurde auch das Inlandsterminal des Flughafens Bangkok-Don Mueang besetzt. Die Blockaden endeten erst, als das Verfassungsgericht die PPP und ihre Koalitionspartner wegen Wahlrechtsverstößen verbot und ihre führenden Mitglieder mit einem fünfjährigen Politikverbot belegte. Die militanten Aktionen der PAD fügten der Tourismusdestination Thailand einen Imageschaden und auch erhebliche wirtschaftliche Verluste zu.

## Aktionen nach 2008
Ein Verfassungsgerichtsurteil gegen die Partei der Volksmacht führte im Dezember 2008 zum Zusammenbruch der Regierung und zur Übernahme der Regierungsführung durch die Demokraten und Abhisit Vejjajiva. Der Diplomat und PAD-Aktivist Kasit Piromya wurde neuer Außenminister. Anschließend entfremdete sich die PAD jedoch schnell von der ihr zuvor verbündeten Demokratischen Partei. Sie warf ihr Nachgiebigkeit im Grenzkonflikt mit Kambodscha und gegenüber den Überresten des „Thaksin-Regimes“ vor, mit denen sie eine Koalition eingegangen war. Stattdessen gründete sie im Oktober 2009 ihre eigene Partei: die Partei für Neue Politik (Phak Kanmueang Mai oder New Politics Party, NPP). Sondhi Limthongkul wurde ihr erster Vorsitzender, nachdem er eine PAD-interne Mitgliederbefragung deutlich gewonnen hatte. Bereits im Mai 2010 trat er jedoch wieder zurück und übergab den Parteivorsitz an Somsak Kosaisuuk. An den Protestaktionen der PAD im März 2011 nahmen nur noch wenige hundert, maximal jedoch 2000 Unterstützer teil. Thaksin-Gegner aus der städtischen Mittelschicht wurden durch die aggressive nationalistische Rhetorik und die Fixiertheit auf den Preah-Vihear-Streit, Wähler der Demokraten durch die barschen Angriffe auf die Regierung Abhisit abgeschreckt.
Vor der Parlamentswahl 2011 kam es zum Richtungsstreit in der PAD. Während Sondhi im Rahmen einer außerparlamentarischen Oppositionsstrategie einen Wahlboykott, das vorläufige Ausscheiden aller Parteipolitiker (einschließlich derer der NPP) und die Ernennung eines parteilosen Expertenkabinetts durch den König forderte, wollte Somsak mit seiner Partei zur Wahl antreten, um Parlamentssitze zu erringen. Er bezeichnete das radikale Vorhaben Sondhis und der PAD-Mehrheit als undemokratisch und „putschähnlich“. Infolgedessen trat Somsak aus der PAD, Sondhi umgekehrt aus der NPP aus, sodass die eine nicht mehr als parteipolitischer Flügel der anderen gesehen werden kann.
Die verbliebene PAD forderte die Wähler auf, von der Möglichkeit des thailändischen Wahlrechts Gebrauch zu machen, gegen alle Kandidaten zu stimmen (sogenanntes „Vote No“). Dazu startete sie eine Kampagne, die wilde Tiere in Politiker-Anzügen darstellte mit dem Slogan „Lasst diese Tiere nicht ins Parlament“. Damit zeigte sie, dass sie die Parteiendemokratie inzwischen gänzlich ablehnt. Dargestellt wurden Tiger, Affe, Hund, Krokodil, Wasserbüffel und Waran, denen in thailändischen Sprichwörtern negative Eigenschaften zugeschrieben werden oder die sogar Schimpfwörter sind.
Am 1. Juni 2012 blockierten etwa 2.000 Anhänger der PAD das thailändische Repräsentantenhaus. Damit brachten sie ihren Protest gegen ein umstrittenes Versöhnungsgesetz zum Ausdruck, von dem sie vermuteten, dass es die Rückkehr von Thaksin Shinawatra aus dem Exil vorbereiten sollte.

## Auflösung
Am 24. August 2013 erklärten die acht verbliebenen PAD-Anführer der ersten und zweiten Generation ihren Rücktritt. Sie gaben an, den Weg für eine Neuorganisation der gegen Thaksin gerichteten Oppositionskräfte frei machen zu wollen. Als neue gegen Thaksin aktive Gruppe hatte sich zuvor die „People's Democratic Force to Overthrow Thaksinism“ (Pefot), gebildet, deren Führung im Wesentlichen aus vormaligen PAD-Aktivisten bestand. Diese gehörte zu den Kerngruppen der neuerlichen Massenproteste von 2013/14.
Der prominenteste Anführer der PAD, Sondhi Limthongkul, wurde am 1. Oktober 2013 wegen Majestätsbeleidigung verurteilt, weil er auf einer Versammlung der Bewegung 2008 Äußerungen der gegnerischen „Rothemden“-Aktivistin Daranee Charnchoengsilpakul („Da Torpedo“) wiederholt hatte, für die diese später zu 15 Jahren Haft verurteilt wurde.